# Amsterdams busmaterieel (1998-nu)
Dit artikel is een overzicht van het Amsterdams busmaterieel dat vanaf 1998 tot heden in dienst is (geweest) bij het GVB. De bussen zijn ingedeeld bij soort en tijdperk met (waar mogelijk) een aparte vermelding van aanschaf door vorige werkgevers. Nummers tussen haakjes zijn van vernummerde bussen. De vermelde nummers zijn de wagennummers zoals gebruikt door het GVB.

## Verklaring van gebruikte typebenaming
Men komt in dit artikel typebenamingen tegen als DAF SB250/Berkhof Jonckheer. DAF is daarbij het merk van de bus, SB250 slaat op het type chassis dat bij de bus gebruikt is, Berkhof is de bouwer van de carrosserie en Jonckheer het bustype.

## DAF/Berkhof Jonckheer
| Type                         | Series          | Bouwjaar        | Achtergrondinformatie | Afbeelding |
| 12 meter bussen              | 12 meter bussen | 12 meter bussen | 12 meter bussen | 12 meter bussen |
| ---------------------------- | --------------- | --------------- | --- | --- |
| DAF SB250/Berkhof Jonckheer  | 101-155         | 1998            | Speciaal voor het GVB, dat vanwege een investeringsstop met een sterk verouderd wagenpark reed, ontwierp Berkhof een lagevloerbus op DAF SB250 chassis met Euro I dieselmotor en achterop een opvallende bult die voor de koeling bestemd was. Dit type bleef vijf jaar in productie. De deelseries waren in technisch opzicht vrijwel gelijk, uiterlijk waren er echter wel verschillen. De bus kreeg de naam Jonckheer naar de toenmalige GVB-directeur Jonckheer Testa; sommigen spraken van hangoor vanwege de elektrisch verstelbare zijspiegels. De 101-155 introduceerden de wit-blauwe kleurstelling en kwamen in dienst vanuit alle garages; de meeste exemplaren (met name de lage nummers) reden vanuit garage Zuid. De 127 (brandschade) en de 123 (zware aanrijdingsschade) werden in 2007 en 2008 als eerste afgevoerd; De 124, 125 en de 140 waren begin januari 2012 als laatste in dienst, ondanks dat er dat jaar geen bussen meer mochten rijden met een Euro 1-motor. 35 exemplaren werden verkocht aan Iași, Roemenië (102, 115, 117, 120-122, 124, 126, 129, 139, 147 en 149 als 201 - 220), Štip in Noord-Macedonië (101, 107, 110, 112-114, 119, 137, 145, 153) en aan Tirana in Albanië (125, 141, 143, 144, 151). | De 108 op de interlokale buslijn 49 richting Weesp. De foto is gemaakt op stationsplein van Bijlmer ArenA.                  |
| DAF SB250/Berkhof Jonckheer  | 156-173         | 1999            | In 1999 kreeg het GVB toestemming voor een vervolgserie van 45 wagens. In dat jaar werd als eerste de serie 156-173 geleverd die meer staruimte achterin had (door de komst van een extra stabalkon), de dubbele bankjes waren verplaatst naar de blinde zijde (in plaats van de instapzijde) en het stabalkon naar de instapzijde (in plaats van de blinde zijde). Ze begonnen vanuit garage Noord. De 157 hield het daar nog lang uit. De 159 werd in 2009 als eerste afgevoerd; de 165 werd eerst Arbokantoor en daarna stuntwagen in de KRO-televisieserie Lijn 32. De rest ging in 2011 buiten dienst, behalve 156 en lesbus 164 die tot eind 2014 bleven doorrijden; 156 kreeg daarna een bestemming als museumbus. De 162, 163, 166, 172 en 173 werden verkocht aan Iași. | De inmiddels afgevoerde bus 159 op lijn 32 bij het Centraal station. Deze bus rijdt nu pendeldiensten naar kamp Westerbork. |
| DAF SB250/Berkhof Jonckheer  | 174-230         | 2000            | In 2000 werd deze serie geleverd. Zij waren geheel gelijk aan de 156-173. Speciaal voor het 100-jarig jubileum van het GVB in 2000 kreeg de 200 tijdelijk gouden schortplaten en een motief van Joost Swarte. Tot de komst van de speciale Sternetbussen waren de 188-197, 201-210, 225 en 226 als wit-rode Sternetbus beplakt voor dienst op de Schiphollijnen 192 (garage West) en 199 (garage Zuid). De 210 werd verbouwd tot demonstratiewagen voor de OV-chipkaart maar keerde in 2011 - toen de afvoer inmiddels was begonnen - weer terug in dienst. De 196, 206, 207, 210, 214, 218, 220-223 en 225 (plus reservewagens 209, 211, 219 en 224) waren de laatste exemplaren, waarvan de meeste tot eind 2014 in dienst bleven. Zeven wagens werden verkocht aan Skopje (176 en 178), Iași (187, 188, 199, 208) en aan Sibiu (177). De 205, 213 en 216 werden verkocht aan de HTM in Den Haag voor tramvervangend vervoer. | Bus 197 tijdelijk beplakt als Sternetbus in afwachting van de bestelde Sternetbussen                                        |
| DAF SB250/Berkhof Jonckheer  | 231-252         | 2001-2002       | De 231-252 (met hetzelfde matrixtype als de 111 en de Volvo-geledes) werden als rode Schiphol Sternet bussen geleverd en vervingen de beplakte wagens die terugkeerden op de gewone lijnen. De 231 werd gebouwd op een nog bij Berkhof aanwezig ouder chassis. Het interieur was voorzien van rode bankjes en er waren minder zitplaatsen met meer ruimte voor bagage dan de gewone wagens. In 2006, toen de hele serie vanuit West kwam te rijden, werden de 231-233 en 252 wit-blauw. Half december 2012 trok het GVB zich terug uit Schiphol Sternet en ging de serie buiten dienst; alleen de 232 en 233 bleven nog tot eind 2014 actief vanuit Noord. Elf exemplaren, de 234, 238-243, 246, 247, 249 en 251 werden verkocht aan de HTM in Den Haag voor tramvervangend vervoer. | GVB 240 in kleuren van het het Schiphol Sternet.                                                                            |
| DAF SB250/Berkhof Jonckheer  | 253-267         | 2003            | De 253-267 waren de laatste serie Jonckheerbussen; ze hadden een Euro III motor met een zwaarder motorgeluid en waren krachtiger en sneller dan de voorgaande series. De 253 en 254 waren oorspronkelijk rode Sternetbussen en zouden als 268 en 269 worden geleverd. In 2006 werden ze alsnog wit-blauw. De serie reed vanuit West tot aan de buitendienststelling in december 2014. Vijf exemplaren (253, 258, 259, 262 en 267) bleven bij het GVB en stonden als laatste Jonckheeren in de mottenballenvloot maar reden ook nog regelmatig als lesbus (253) en in de dienst. Dit deden ze vooral op lijn 231. Op 1 januari 2018 zouden de wagens vanwege het verbod van de Euro III motoren buiten dienst komen te staan maar bleven door de vertraagde instroming van de overgenomen Citaro's nog rijden. De 259 en 262 bleven in de dienst tot begin mei 2018. Deze wagens hebben meer dan 15 jaar voor het GVB gereden. | |
| Gelede (18 meter) bussen     |                 |                 | | |
| Volvo B7LA/Berkhof Jonckheer | 556-585         | 2001            | In november 1999 werd de gelede versie van de Jonckheer ontworpen; Het grootste verschil met de 12-meterwagens was de motor. Deze was van Volvo was in plaats van DAF. Tevens was het een duwbus met de motor in de aanhanger. De bult achterop was bij een Volvomotor niet meer noodzakelijk maar werd toch aangebracht om niet uit de toon te vallen met de andere wagens. De eerste wagen, de 556, reed mee in de jubileumoptocht van het GVB in 2000. De 585 reed voor aflevering proef in Nijmegen. De wagens reden vanuit West op de lijnen 15 (waarvoor ze in eerste instantie bedoeld waren), 18 en 21 en werden ook op de nachtdienst ingezet. Reeds in 2010 werd de serie na nog geen 10 jaar dienst ingeruild bij Evobus. In 2011 reed een aantal exemplaren tijdelijk metrovervangende pendeldiensten in Rotterdam. De 557, 559, 561, 565-571, 576, 577, 580, 583 en 584 werden verkocht aan de luchthavens van Warschau en Litouwen voor platformdiensten. De 556, 563, 572-575, 578, 579, 581, 582 en 585 werden verkocht aan het vervoerbedrijf Volán in Hongarije. Inmiddels rijden een aantal wagens hiervan pendeldiensten in Berlijn. De 558 en 560 bleven in Nederland en werden verkocht aan Gelderesch in Groenlo.    | De inmiddels afgevoerde gelede 581 op de Prins Hendrikkade.                                                                 |
| Volvo B7LA/Berkhof Jonckheer | 445-469         | 2001            | In 2001 bestelde het GVB nogmaals 25 gelede Jonckheeren. Deze kregen lage nummers omdat aansluitend aan de andere Jonckheeres nummeren niet mogelijk was door de nog aanwezige trams met die nummers. Door een onvolkomenheid in de stuurinrichting en technische onvolkomenheden stond de serie een jaar aan de kant bij Berkhof. De 445, die op een bussalon in Kortrijk stond ging echter proef rijden in Nijmegen in de wit-rode kleurstelling van Novio. Pas in november 2002 kwamen de 445-469 in dienst; ze begonnen vanuit Zuid op lijn 22 en de nachtlijnen. Vanaf 2006 reden ze als wisselwagens uit Noord. De 459 (8 januari 2007) en het achterstuk van de 447 (2008) werden door brandschade vroegtijdig afgevoerd. 462 (zware schade) volgde in maart 2013. In het voorjaar van 2014 werden de overige exemplaren afgevoerd; de 449, 460 en de 463-465 reden tot aan de zomerdienst. Via Womy werd een gedeelte naar Cuba geëxporteerd. | De gelede 449 met nieuwe GVB emblemen aan het eindpunt Molenwijk.                                                           |

## MAN/Berkhof midibussen
| Type                            | Series              | Bouwjaar | Achtergrondinformatie | Afbeelding               |
| ------------------------------- | ------------------- | -------- | --- | ------------------------ |
| Dennis Dart/Berkhof ST2000NL    | 570 (008; proefbus) | 1994     | In 1994 bouwde Berkhof een proefbusje op chassis van het Britse merk Dennis met een gedeeltelijk verlaagde vloer. Het rood-witte busje, een midiversie van de 2000NL gasbussen 001-006, reed achtereenvolgens bij ZO, RET, GVBG, Centraal Nederland en NZH voordat het in november 1995 aan GVB werd verhuurd. De Dennis werd als 570 genummerd (officieel 008) en reed vier maanden vanuit garage Noord op lijn 30. Onder zijn VSN-nummer 3148 werd het busje van 1998 tot 2002 aan NZH en opvolger Connexxion verhuurd. |                          |
| MAN 11220/Berkhof 2000NL Junior | 010-015             | 1998     | Omdat de proef met de 570 goed was bevallen bestelde het GVB, toen de investeringsstop eenmaal voorbij was, zes busjes op een aangepast MAN-chassis. De 010-015 (met dezelfde bankjes als de Jonckheeren) kwamen in augustus 1998 in dienst; ze begonnen vanuit alle garages, maar waren vooral bedoeld voor lijn 30 naar Landelijk Noord. Vanwege een compromis met de Stadsmobielbusjes werden ze alleen overdag doordeweeks ingezet. In 2010-2011 ging de serie buiten dienst. De 010 en 011 werden, respectievelijk, aan Stip en Letland (luchthavendiensten op Riga Airport) verkocht. De 012-015, met dertien jaar de langst rijdende minibussen, werden verkocht aan Kėdainiai, Litouwen. | Midibus 013 te Schiphol. |

## Mercedes-Benz minibussen
| Type                                 | Series              | Bouwjaar    | Achtergrondinformatie | Afbeelding                                                    |
| Stadsmobiel                          | Stadsmobiel         | Stadsmobiel | Stadsmobiel | Stadsmobiel                                                   |
| ------------------------------------ | ------------------- | ----------- | --- | ------------------------------------------------------------- |
| Mercedes-Benz Sprinter               | 1000-1100           |             | Deze Mercedes-Benz Sprinter-busjes reden vanuit garage West Stadsmobieldiensten voor ouderen en gehandicapten. Verder deden ze dienst op lijnen 30 en 31 in de avonduren en het weekend wanneer deze lijnen als belbus werden gereden. |                                                               |
| Opstapper- of Stop-Go-bussen         |                     |             | |                                                               |
| Mercedes-Benz Sprinter City          | 2093-2099           | 2001        | Deze zeven busjes (met maar acht bankjes van hetzelfde type als de Jonckheeren) verschenen in 2001 op de aanvankelijk als grachten(gordel)bus aangeduide De Opstapper; deze werd in 2008 omgedoopt tot Stop-Go omwille van de herkenbaarheid bij de toeristen. De 2093-2099 begonnen vanuit garage Noord en verhuisden later naar West waar ze ook werden ingezet voor tramvervangende pendeldiensten. Na de komst van de 2052-2057 bleven alleen de 2096 en de 2097 in dienst tot medio 2010; ze kregen daarbij de groen-blauwe huisstijl. Vanaf 14 oktober 2011 werden ze verhuurd aan de nieuwe exploitant van de Opstapper welke al snel weer ter ziele ging. Daarna stonden de wagentjes in West weer buiten dienst. | Huisstijl De Opstapper 2095 in het Prins Hendrikplantsoen.    |
| Grotere Stop-Go-bussen               |                     |             | |                                                               |
| Mercedes-Benz Sprinter City 65       | 2051                |             | Tussen februari en juli 2008 reed er een Sprinter op de Stop-Go die een stuk groter was dan de 2093-2099. De 2051 vertrok na afloop van zijn proefperiode naar Taxi Verstraten in Venray. |                                                               |
| Mercedes-Benz Sprinter City 65       | 2052-2057 (016-019) | 2008        | In het voorjaar van 2008 werden zes blauw-groene Mercedes Sprinters in dienst gesteld. Deze tweedeursbusjes met hoge uitstap hebben vier zitplaatsen meer dan de 2051, en dezelfde stoelen en matrixfilms als de gelede Citaro's. In verband met de bezuinigingen werd de StopGo per 1 januari 2011 opgeheven. De 2057, 2056, 2052 en 2054 werden in deze volgorde verbouwd tot de wit-blauwe 016-019 (dit om dubbeltellingen met de Combino-trams te voorkomen); ze vervingen de 012-015 op lijnen 30 en 31. De 2053 en 2055 werden vanaf 14 oktober 2011 aan een particulier verhuurd die, met een subsidie van de gemeente, de herrezen StopGo exploiteerde onder de naam Amsterdam City Circle Line. Nadat dit project binnen de kortste keren ter ziele ging stonden de wagentjes in West weer buiten dienst. In de zomer van 2017 reden ze ook op de tijdelijke lijn 149 omdat een grote bus niet over de tijdelijke pontonbrug over het Gein kon. Door de proef met vraagafhankelijk openbaar vervoer op lijnen 30 en 31 kwamen de 016-019 op 5 februari 2018 buiten dienst te staan maar kwamen op 14 mei 2018 weer in dienst op lijn 267. | Huisstijl StopGo 2056 (thans de 017) op de Prins Hendrikkade. |
| Bussen voor de Gelderlandpleinlijnen |                     |             | |                                                               |
| Mercedes-Benz Sprinter City          | 1501-1503           | 2015        | In 2015 werden door een particulier een tweetal buslijntjes in Buitenveldert gefinancierd ter compensatie van de rechtgetrokken lijn 62. Hierbij stelt het GVB de busjes en het personeel beschikbaar op kosten van de particulier. De busjes kunnen 20 personen vervoeren en zijn in het zwart en wit uitgevoerd. In 2017 kwam er een derde busje beschikbaar voor het uitgebreide net, die in 2016 als Shopping Shuttle reed bij Arriva. |                                                               |
| EVM Cityline                         | 1504, 1505          | 2021        | In 2021 werden er twee nieuwe busjes aangeschaft voor de Gelderlandpleinlijnen, ter vervanging van de 1501 en 1502. |                                                               |
| Tukki's                              |                     |             | |                                                               |
|                                      | 1-6                 |             | Van 14 mei 2010 tot en met eind 2011 zette het GVB 6 Tukki's in in de nachten van vrijdag op zaterdag en zaterdag op zondag tussen het Leidseplein en het Rembrandtplein. Ze hadden de wagennummers 1-6 en moesten worden gezien als aanvulling op de nachtbuslijnen. |                                                               |

## Mercedes-Benz Citaro
| Type                            | Series               | Bouwjaar    | Achtergrondinformatie | Afbeelding |
| Proefbussen                     | Proefbussen          | Proefbussen | Proefbussen | Proefbussen |
| ------------------------------- | -------------------- | ----------- | --- | --- |
| Mercedes-Benz Citaro BZ/EvoBus  | 001-003              | 2003        | Samen met Reykjavik, Madrid, Barcelona, Hamburg, Stuttgart, Luxemburg, Londen en Stockholm nam Amsterdam deel aan het CUTE-project (Clean Urban Transport Europe) waarbij elk stadsvervoerbedrijf drie waterstofbussen in dienst nam voor een proefperiode van twee jaar. Het GVB nam drie Mercedes Citaro's (brede-instap, zelfde matrix als de latere Jonckheeren) met bovenop negen waterstofcilinders en brandstofcellen; goed voor een rijvermogen van 200 kilometer. De 001-003 kwamen op 19 december 2003 in dienst vanuit garage Noord op lijnen 35 en 38. De proef werd eind 2005 met twee jaar verlengd waarbij het drietal vanaf de zomerdienst van 2006 op lijn 32 kwam te rijden. De 003 ging na de gezamenlijke inzet op de pendel naar de waterstofbeurs met zware schade buiten dienst; de 001 en de 002 bleven tot 16 januari 2008 rijden. De 002 kreeg - na eerst te zijn opgeslagen in een loods aan het NDSM-terrein - een bestemming als museumbus bij de MOVE - in het Nationaal Openbaar Vervoermuseum in Ouwsterhaule. | Waterstofbus 002 op lijn 32 op het Stationsplein. Deze bus is nog als museumbus aanwezig.                                           |
| 12 meter bussen                 |                      |             | | |
| Mercedes-Benz Citaro/EvoBus     | 004-006              | 2003        | Om het zekere voor het onzekere te nemen werden naast de drie waterstofbussen ook drie dieselbussen geleased. Deze stonden echter lange tijd buiten dienst in garage West. Uiteindelijk kwamen ze dan toch in dienst vanuit garage Noord, en nadat de waterstofproef eind 2007 afliep werden de 004-006 officieel eigendom van het GVB. In november 2013, na negen jaar dienst vanuit Noord, verhuisden de 004-006 naar West waar ze tot december 2014 hebben gereden. | |
| 12 meter bussen van Connexxion  |                      |             | | |
| Mercedes-Benz Citaro/EvoBus     | 1701-1707, 1801-1808 | 2007        | Ter vervanging van de laatste vijf Jonckheeren maar ook ter uitbreiding van het krappe wagenpark nam het GVB eind 2017 de Connexxionwagens 3942, 3943, 3945 en 3947–3950 over. Deze waren oorspronkelijk aangeschaft voor het Schiphol Sternet en reden tot 10 december 2017 op de stadslijnen van Maxx Almere. Opvallend is de grote steek tussen de banken. Hierdoor zijn er maar 26 zitplaatsen maar is er wel veel ruimte voor bagage. De wagens werden in genoemde volgorde vernummerd tot 1701-1707 en aangepast en omgekleurd in de GVB huisstijl. Eind februari 2018 kwamen de eerste wagens in dienst; ze reden normaal gesproken vanuit West, waar ze in eerste instantie werden ingezet op de tramvervangende pendelbuslijn 313. In april volgden er nog acht afkomstig van het Schiphol Sternet, de 3977, 3970, 3962, 3993-3995, 3997 en 3998 die in deze volgorde werden vernummerd in 1801-1808. Deze wagens waren bedoeld als mottenballenvloot en direct inzetbaar voor metrovervangend vervoer maar reden ook dagelijks in de normale lijndienst. Sinds eind maart 2020 zijn de wagens buiten dienst gesteld door de verminderde materieelbehoefte en instroom elektrische bussen. Een deel stond opgelegd naast de Connexxiongarage in Amstelveen. Eind september 2020 kwamen een aantal wagens tijdelijk weer in dienst waarna de wagens definitief buiten dienst gesteld werden en werden afgevoerd. | De 1704 bij station Sloterdijk |
| Gelede (18 meter) bussen        |                      |             | | |
| Mercedes-Benz Citaro G/EvoBus   | 301-340              | 2007        | Ter vervanging van de laatste vier CSA3's (473, 476, 483, 484), de B88 Den Oudsten geledes 545-555, de gehuurde 1211-1224 en de verbrande 459 bestelde het GVB 40 gelede Citaro's. De 301-340 (led-matrixfilms, stoffen bankjes) voldoen aan de strengste milieunorm en mogen zich in dat opzicht 'schoon voertuig' noemen. Ze kwamen tussen december 2007 en februari 2008 in dienst vanuit garage Noord/Zuid en West. In 2018 ondergingen de wagens een levensduur verlengende opknapbeurt bij Evobus om de wagens langer dan de voorziene twaalf jaar in bedrijf te kunnen houden tot de komst van de elektrische bussen. Ook waren tot eind 2020 meer bussen benodigd in verband met tramvervangend vervoer naar Amstelveen. Hiervoor waren de 311-340 speciaal voorzien van apparatuur om de verkeerslichten in Amstelveen te kunnen beïnvloeden. Na een zware aanrijding in 2019 werd de 328 in 2020 als eerste afgevoerd en in 2021 en 2022 de 302, 308, 316 en 331. Door de levensduurverlengende opknapbeurt bleven de wagens langer in dienst dan de wagens van de tweede en derde serie vanwege de verminderde materieelbehoefte en de instroom van nieuwe bussen. In 2025 waren door de vertraagde aflevering van de nieuwe elektrische bussen nog steeds aanwezig: 301, 305, 309, 310, 315, 320, 322, 323, 326, 330, 333, 337 en 340. Toen uiteindelijk de instroom van de nieuwe elektrische gelede bussen begon, reden met meer dan 17,5 dienstjaren in juni 2025 nog in dienst: 301, 309, 323 en 337 en in juli en augustus alleen nog 323. Hierbij werden de wagens nog op alle dagen en tijden ingezet; voornamelijk op de noordlijnen maar ook nog in de nachtdienst. Bij tramvervangend vervoer wordt een aantal aan touringcarbedrijven verkochte wagens weer ingehuurd. | Gelede Citaro 313 op lijn 33 op het Stationsplein, deze bus rijdt in 2024 bij Peer en Co en wordt ingezet op tramvervangend vervoer |
| Mercedes-Benz Citaro G/EvoBus   | 341-350              | 2009        | De 341-350 (met een matrix die ook de bestemming toont aan de achterzijde) waren speciaal voor lijn 32 aangeschaft, die vanaf december 2009 ook geleed ging rijden. Ze begonnen vanuit garage Noord/Zuid voordat ze ook vanuit West werden ingezet. In 2021 en 2022 werden de wagens buiten dienst gesteld. | Bus 342 nabij het Centraal Station.                                                                                                 |
| Mercedes-Benz Citaro G/EvoBus   | 351-379              | 2010        | Omdat het GVB nog een optie open had voor 29 exemplaren, bestelde het in 2010 een derde serie Citaro's. De 351-379 (ander matrixtype, vier beeldschermen in plaats van lichtkranten, zwaarder motorgeluid en aangepast schakelprogramma) vervingen de vroegtijdig afgeschreven 556-585. Ze kwamen eind 2010-begin 2011 in dienst vanuit Noord/Zuid (lage nummers) en West (hoge nummers). Later kwam de vaste verdeling grotendeels te vervallen. In 2021 en 2022 werden vrijwel alle wagens buiten dienst gesteld behalve 367 en 370. Toen uiteindelijk de instroom van de nieuwe elektrische gelede bussen begon reed in juni 2025 met bijna 14,5 dienstjaren alleen de 370 nog in dienst. | Bus 358 op lijn 35 op het eindpunt Molenwijk                                                                                        |
| Mercedes-Benz Citaro 2 G/EvoBus | 1600 (leenbus)       | 2016        | In verband met het groot onderhoud van de 301-340 stelde EvoBus in oktober 2016 een ruilwagen beschikbaar; het betrof een proefbus met het nieuwe C2-front en afwijkende (witte) matrix als voorbeeld voor de elektrische Citea's. De als 1600 genummerde bus reed vanuit garage West tot het onderhoud in juni 2019 was afgerond. Daarna verhuisde de bus naar streekvervoerder Arriva voor inzet in Leiden als 0228 om vervolgens te worden geëxporteerd. | de door Willem van Teijen ontworpen portiekflat op de achtergond is in juli 2022 na 65 jaar gesloopt                                |

## VDL Citea
| Type                                 | Series            | Bouwjaar          | Achtergrondinformatie | Afbeelding                                                                                             |
| 12 meter proefbus                    | 12 meter proefbus | 12 meter proefbus | 12 meter proefbus | 12 meter proefbus                                                                                      |
| ------------------------------------ | ----------------- | ----------------- | --- | --- |
| VDL Citea CLF-120.250                | 009               | 2008              | Onder de gezamenlijke naam VDL ontwierpen Berkhof en het Belgische Jonckheere de Citea CLF/CLE. Dit type is de opvolger van de Jonckheer/Premier/Diplomat-stadsbussen en (deels) de Ambassador-stad/streekbus. In 2010 huurde het GVB de twee jaar oude Citea CLF-proefbus die in 2009 door streekvervoerder Arriva (als 562) op de stadsdienst werd ingezet. De bus werd aangepast aan de huisstijl van het GVB en tot 009 vernummerd. De 009 reed vanaf 31 mei 2010 een jaar lang vanuit garage West. Daarna werd de bus bij streekvervoerder Syntus (als 4199) ingezet op de stadsdienst van Zwolle om vervolgens te worden geëxporteerd. | Arriva 562 op 23 april 2009 te Groningen(was tijdelijk GVB 009).                                       |
| 12 meter bussen                      |                   |                   | | |
| VDL Citea SLF-120.250                | 1101-1170         | 2011              | In 2011 bestelde het GVB 70 Citea's (de helft minder vanwege de bezuinigingen) met het nieuwe front en hetzelfde matrixtype en interieur als de Citaro's 351-379 en de Sprinterbusjes 016-019. De 1101-1170 (omdat doornummeren vanaf 268 niet mogelijk was koos men om op bouwjaar te nummeren) kwamen tussen augustus en december 2011 in dienst vanuit alle garages; de 1169 en de 1170 zijn lesbussen. De meeste exemplaren rijden vanuit Zuid en zijn wisselwagens die in West worden onderhouden. De 1153-1157 reden in eerste instantie vanuit Noord op lijn 38 en de nachtlijnen. In 2022 werden de 1101, 1123 en 1151 verkocht aan E&R Opleidingen. In 2023 werd de 1114 verkocht aan Bastion/Best Western Plus, werd de 1146 verkocht aan rijschool Alblas, werden de 1111-1115, 1119, 1133, 1135, 1137, 1148, 1156, 1158, 1159 en 1165 afgevoerd en werden de 1106, 1109, 1131, 1162 en 1163 terzijde gesteld. | De 1103 op zijn eerste dag in de lijndienst.                                                           |
| VDL Citea SLF-120.310                | 1451-1472         | 2014              | In 2014 verleende de gemeente subsidie voor een vervolgbestelling van 34 wagens ter vervanging van de resterende Jonckheeren en de Mercedes Citaro's 004-006. Hiervan werden er in november en december 2014 vooralsnog 22 geleverd; 1451-1472. Dit vanwege de inkrimpingen bij de nieuwe dienstregeling waarbij men kon volstaan met de 92 aanwezige Citea's voor de normale dienst. Een aanbesteding was niet nodig omdat het een vervolgbestelling betrof. In 2024 werd 1458 als eerste afgevoerd. | |
| Gelede (18 meter) bussen             |                   |                   | | |
| VDL Citea SLFA-180.310               | 1401-1423         | 2014              | In 2013 ontwikkelde VDL een gelede versie van de Citea met een FPT Cursor 9, Euro 6 motor. Het GVB bestelde 23 exemplaren (was eerst 16) met achterdeur voor de achteras zoals de Citaro's en een grotere bult achter op het dak zoals bij de tweede serie standaardbussen. De 1401-1423 kwamen medio 2014 (vanaf maart tot aan de zomer) in dienst; ze begonnen vanuit garage Noord en in de nachtdienst voordat ze ook vanuit Zuid op lijn 22 kwamen te rijden. Sinds de opening van de Noord/Zuidlijn en de overplaatsing van lijn 22 naar Noord in 2018 rijdt de serie vanuit alle garages. De 1401 werd in mei 2022 na een zware aanrijding terzijde gesteld en in 2023 verkocht en de 1416 werd in mei 2024 na een zware aanrijding terzijde gesteld. | De 1411 op de buslijn 35 richting Molenwijk. De foto is gemaakt op stationsplein van Centraal Station. |
| VDL Citea SLFA-180.310               | 1601-1609         | 2016              | Ter uitbreiding van het wagenpark bestelde het GVB in 2016 een vervolgserie van 9 gelede Citea's. De 1601-1609 werden na de zomer van 2016 afgeleverd. Ze begonnen vanuit West voordat ze ook vanuit Noord/Zuid kwamen te rijden. | |
| Elektrische gelede (18 meter) bussen |                   |                   | | |
| VDL Citea SLFA-180 Electric          | 1901-1922         | 2020              | Ter vervanging van de oudste Citaro dieselbussen bestelde het GVB 31 elektrische Citea's, waarvan 22 geleed, met een optie op nog 69 exemplaren. Zij worden opgeladen door middel van een pantograaf op het dak. De elektrische bussen werden in de eerste helft van 2020 geleverd en kwamen in dienst vanuit garage West op lijnen 15 en 22 en kunnen bij station Sloterdijk worden bijgeladen. Voor de luchtkwaliteit in de stad is inzet op lijn 22, die over de Prins Hendrikkade in het centrum van de stad rijdt, van groot belang omdat deze straat een knelpunt in de stad is waar de wettelijk toegestane grenswaarden voor de luchtkwaliteit werden overschreden. | Elektrische GVB bus 1907 op lijn 22 op de Kamperbrug; juli 2020.                                       |
| VDL Citea SLFA-180 Electric          | 2171-2183         | 2021              | In 2021 kwam er een vervolgserie van dertien exemplaren die eveneens kunnen worden opgeladen door middel van een pantograaf op het dak. Deze bussen hebben de rood-grijze R-net-huisstijl waarbij de buitenspiegels zijn vervangen door camera's en zijn speciaal voor lijn 369 aangeschaft. | |
| VDL Citea SLFA-180 Electric          | 2251-2281         | 2022              | Ter verdere vervanging van Citaro dieselbussen bestelde het GVB nogmaals 31 gelede elektrische Citea's uit de optie van 69 exemplaren. De eerste wagens werden vanaf mei 2022 geleverd in de normale GVB-huisstijl en een maand later in dienst gesteld op lijnen 15 en 22. In navolging van station Sloterdijk is er ook op het Centraal Station een voorziening om te worden bijgeladen. Omdat de actieradius ongeveer 350 kilometer is, 250 kilometer meer dan de 1901-1922, worden ze sinds de zomerdienst 2022 vooral ingezet op lijnen 18, 21, 43 en 48 omdat de laadcapaciteit aan het Centraal Station beperkter is dan Station Sloterdijk en om vertragingen te voorkomen. | Elektrische GVB bus 2256 op lijn 18 bij station Centraal                                               |
| VDL Citea LF-181 Electric            | 2401-2430         | 2024-2025         | Ter verdere vervanging van de laatste Citaro en de eerste Citea gelede dieselbussen bestelde het GVB in 2022 nogmaals 30 gelede elektrische Citea's van een nieuwe generatie waarmee ook op de lijnen 37 en 41 elektrisch kan worden gereden. De eerste wagens zouden in de loop van 2023 worden geleverd maar was met onbepaalde tijd vertraagd. In februari 2025 begon de aflevering en op 9 mei 2025 kwamen de eerste wagens in dienst. | Elektrische GVB bus 2409 op lijn 37 op de Zuiderzeeweg.                                                |
| Elektrische 12 meter bussen          |                   |                   | | |
| VDL Citea SLF-120 Electric           | 1951-1959         | 2020              | Naast de 22 elektrische Citea-geledes werden ook negen 12 meter bussen geleverd; deze worden ingezet op de lijnen 36 en 61. | Elektrische GVB bus 1957 op lijn 61 bij station Sloterdijk; september 2020.                            |
| VDL Citea LF-122 Electric            | 2441-2494         | 2024-2025         | Ter vervanging van Citea dieselbussen bestelde het GVB in 2022 54 elektrische Citea's van een nieuwe generatie waarmee ook op de lijnen 38, 44, 47, 49, 62 en 63 elektrisch kan worden gereden. De eerste wagens zouden in de loop van 2023 worden geleverd maar werd met onbepaalde tijd vertraagd. Afgezien van een proefwagen in oktober 2024 begon in februari 2025 de aflevering en op 13 mei 2025 kwamen de eerste wagens in dienst. | Elektrische GVB bus 2458 op lijn 63 op de Baden Powellweg.                                             |

## Phileas
| Type                              | Series                            | Bouwjaar                          | Achtergrondinformatie | Afbeelding                            |
| Gelede (18 meter) waterstofbussen | Gelede (18 meter) waterstofbussen | Gelede (18 meter) waterstofbussen | Gelede (18 meter) waterstofbussen | Gelede (18 meter) waterstofbussen     |
| --------------------------------- | --------------------------------- | --------------------------------- | --- | ------------------------------------- |
| APTS                              | 007, 008                          | 2011                              | In het najaar 2011 werden er vier Phileas gelede bussen geleverd, zoals die ook in Eindhoven rijden; twee voor Amsterdam en twee voor Keulen. Deze bussen rijden op waterstof en worden standaard in een grijze kleur afgeleverd. Het geluidsniveau is bescheiden en lijkt op dat van een trolleybus. De Amsterdamse bussen werden wit-blauw gespoten en voorzien van de tekst 'Ik rij uitstootvrij' ter vervanging van het Duitse opschrift 'Wasserstof, null Emission'. Beide wagens werden in garage Noord geplaatst (waar de tankinstallatie is), en reden van januari 2012 tot december 2014 op twee vaste korte diensten van lijn 22 in verband met de beperkte tijd dat de wagens niet behoefden worden bijgetankt. Een andere reden was dat ze niet door de IJ-tunnel mochten rijden en daarom via de Schellingwouderbrug moesten in- en uitrukken. Door kinderziekten moesten regelmatig andere gelede bussen hun plaats innemen. Na hun buitendienststelling gingen ze terug naar de leverancier en kwamen ze in 2016 als bussen 1290 en 1291 in dienst bij Hermes in Eindhoven. | Phileas 007 bij het Centraal Station. |

## Bussen van Jan de Wit
Op enkele lijnen heeft GVB deze uitbesteed aan het Haarlemse touringcarbedrijf Jan de Wit Group. Dit betreft de buslijnen rondom bedrijventerreinen Riekerpolder en Westpoort.
| Type                           | Series          | Bouwjaar        | Achtergrondinformatie | Afbeelding      |
| 12 meter bussen                | 12 meter bussen | 12 meter bussen | 12 meter bussen | 12 meter bussen |
| ------------------------------ | --------------- | --------------- | --- | --------------- |
| Scania OmniCity                | 334-336         | 2009            | In 2009 nam Jan de Wit een drietal bussen in dienst van het OmniCity model voor de interne busverbinding tussen metrostation Henk Sneevlietweg en bedrijventerrein Riekerpolder (de zogeheten Rieker Circle Line). Per 1 januari 2018 werd deze busverbinding omgezet in een reguliere busverbinding van het GVB met lijnnummer 68. Hierbij bleef de exploitatie in handen van Jan de Wit, de bussen kregen hierbij de GVB huisstijl. Sinds 14 mei 2018 werden deze bussen ook ingezet op lijn 267 tussen Riekerpolder en Anderlechtlaan. Eind maart 2022 werden deze bussen vervangen door de Scania Citywide. De 334 en de 335 gingen daardoor buiten dienst. De 336 bleef in de eerste instantie als reservebus, voordat ook deze bus buiten dienst ging. |                 |
| Scania Citywide LE Hybrid      | 435-437         | 2022            | Ter vervanging van de Scania OmniCity nam Jan de Wit eind maart 2022 een drietal bussen in dienst van het type Scania Citywide, in hybride uitvoering. Deze bussen worden ingezet op de lijnen waar voorheen de OmniCity reed (i.e. lijnen 68 en 267). |                 |
| 13 meter bussen van Connexxion |                 |                 | |                 |
| Iveco Crossway LE 13m          | 432-433         | 2017            | Vanaf 11 oktober 2021 ging Jan de Wit in opdracht van het GVB een tweetal heringevoerde buslijnen rijden naar het bedrijventerrein Westpoort in de westhavens van Amsterdam. Hiervoor nam Jan de Wit een tweetal tweedehands Iveco Crossway bussen van bijna 13 meter in dienst. Deze reden voorheen bij Connexxion als 2754 en 2755. |                 |

## Huurbussen van andere bedrijven
| Type                                                | Series                            | Bouwjaar                      | Achtergrondinformatie | Afbeelding                                                                     |
| Gelede (18 meter) bus van HTM                       | Gelede (18 meter) bus van HTM     | Gelede (18 meter) bus van HTM | Gelede (18 meter) bus van HTM | Gelede (18 meter) bus van HTM                                                  |
| --------------------------------------------------- | --------------------------------- | ----------------------------- | --- | ------------------------------------------------------------------------------ |
| DAF/Den Oudsten Alliance B93                        | 914                               |                               | In 1998 nam HTM standaard- en gelede bussen in dienst van het Alliance-model; het GVB huurde in 1999 de 914 voor proefritten op lijn 19, 21, 33 en 34 in verband met de bestelling van de gelede Jonckheeren. De HTM-Alliances zijn in Den Haag tussen 2010 en 2012 vervangen door MAN Lion's City aardgasbussen. |                                                                                |
| Gelede (18 meter) bussen van Connexxion             |                                   |                               | |                                                                                |
| DAF/Den Oudsten Alliance B93                        | 597-599                           |                               | In 1998 nam voorloper Midnet een serie gelede Alliances in dienst; de 9000-en reden op het stadsnet van Almere totdat deze vijf jaar later werd omgedoopt tot Maxx en er geen plaats meer was voor materieel ouder dan vier jaar. Het GVB huurde de 9022, 9035 en 9021 die in deze volgorde tot 597-599 werden genummerd; ze kwamen in september 2004 in dienst vanuit garage West op lijnen 15, 18, 21, 222 en 223. De 597, tevens lesbus, was tot 31 december 2004 in dienst. Via Novio kwamen de gelede Alliances in 2007 bij de HTM; ze zouden er worden opgeknapt voor een terugkeer naar Amsterdam, maar dat ging niet door aangezien het GVB de gelede Citaro's in dienst nam. | De 598 op het terrein van VDL.                                                 |
| 12 meter bussen van Connexxion                      |                                   |                               | |                                                                                |
| DAF/Den Oudsten Alliance B90                        | 1200, 1203, 1204, 1206-1208, 1210 |                               | In 1996 nam Midnet elf lagevloer-Alliances (oorspronkelijk front) in dienst voor de Hilversumse stadslijnen. Tien jaar later werden de 1200-1210 bij Connexxion op nog geen tienjarige leeftijd overbodig. Ter vervanging van de laatste CSA 3 standaards (416, 430, 433, 434) huurde GVB zeven exemplaren voor dienst op lijn 48 en de 230'er lijnen; ze werden wit-blauw beplakt, behielden hun VSN-nummers (centrale nummering) en kwamen op 29 mei 2006 in dienst. Ook de 1202 en de 1209 waren naar Amsterdam gekomen, alleen bleven zij in dienst van Connexxion en reden ze voor anderhalf jaar op de door GVB afgestane lijnen 165 en 166. Na 31 mei 2007 keerden alle wagens terug naar Connexxion; via de wit-rode kleurstelling van Novio kwamen ze bij Excellent Reizen terecht. | Gehuurde Alliance 1200 voor station Sloterdijk.                                |
| Gelede (18 meter) bussen uit Duitsland en Luxemburg |                                   |                               | |                                                                                |
| Van Hool AG300                                      | 1211-1214                         |                               | In afwachting van de gelede Citaro's huurde het GVB vanaf december 2006 via EvoBus in Nijkerk vijftien bussen uit Duitsland en Luxemburg. Vier Van Hool bussen kwamen uit Duisburg (5511, 5513 en 5502) en Dortmund (1622). Ze werden wit-blauw beplakt en in genoemde volgorde tot 1211-1224 vernummerd; ze kwamen tussen december 2006 en april 2007 in dienst vanuit garage Noord op lijnen 33 en 37. De bussen gingen eind 2007 buiten dienst. | Van Hool 1214 uit Dortmund op het stallingsterrein van GVB in Amsterdam-Noord. |
| Mercedes-Benz O405G                                 | 1215-1225                         |                               | Naast de Van Hools huurde het GVB ook Mercedes-Benz bussen van het Duitse O405-standaardmodel. Een van het Luxemburgse vervoerbedrijf Demy Cars (1215), vier van het Duitse vervoerbedrijf BVG (2621, 2633, 2637 en 2610) en vijf bussen van het Duitse vervoerbedrijf Bamberg (439, 438, 440, 437 en 441). Ze werden wit-blauw beplakt en in genoemde volgorde tot 1211-1224 vernummerd; ze kwamen tussen december 2006 en april 2007 in dienst vanuit garage Noord op lijnen 33 en 37. Het GVB had ook een vijftiende bus (type Mercedes-Benz O405) gehuurd (de tot 1225 vernummerde 9648 uit Münster) die wel beplakt was maar niet werd ingezet. De bussen gingen begin 2008 buiten dienst. De 1219, 1215, 1216 en de 1223 werden samen met de 1225 aan TCR verkocht als de crème-groene 395-398 (1225 waarschijnlijk tot 399); ze werden ingezet op streeklijnen van Arriva Waterland en rijden tegenwoordig op pendelvervoer. De 1218, 1220, 1221 en de 1224 werden aan Łódź, Polen verkocht als 2851, 2852, 2854 en 2855. |                                                                                |
| 12.8 meter bussen van EBS                           |                                   |                               | |                                                                                |
| Scania OmniLink                                     | 4004, 4005, 4017, 4036            | 2011                          | In juni 2018 ontstond bij het GVB een materieeltekort door een groot aantal defecten. Dit werd opgelost door het tijdelijk huren bij EBS van een viertal Scania Omnilink bussen in R-net uitvoering. Het betrof de 4004, 4005, 4017 en 4036. Die reden voor het GVB uitsluitend op lijnen 49 en 231. |                                                                                |